# Marine Opkomstcentrum (Voorschoten)
Van 1946 tot en met 1961 was het Marine Opkomstcentrum (MOC) in Voorschoten gevestigd aan de Konininklijke Marinelaan. De eerste keuring was op 16 januari 1946 en de laatste op 27 oktober 1961. Sinds 1951 hing bij de poort een embleem met de spreuk: 'Hic porta classis est' hetgeen wil zeggen 'Dit is de poort tot de vloot'. En zo was het ook voor een hele generatie marine-mensen; zowel dienstplichtigen als beroepskrachten. De opkomst in Voorschoten markeerde het begin van een carrière bij de Koninklijke Marine. Men verbleef een tiental dagen in het MOC. Dit verblijf begon met een medische en psychologische keuring en de keuze van een dienstvak, waarna werd aangevangen met de militaire trainingen.

## Locatie en bebouwing
In 1939 werd een terrein van 2,5 hectare door het Rijk gevorderd in verband met de mobilisatie. Hier werd een militair kampement gebouwd voor het Nederlandse leger. In de houten barakken werden gemobiliseerde soldaten van de Veldartillerie ondergebracht alsook de paarden.
Het terrein werd in 1941 door de Wehrmacht overgenomen. Toen werd door de Duitsers nog eens drie hectare gevorderd. Toen is onder andere een stenen hoofdgebouw geplaatst dat als keuken en kantine dienstdeed.
Direct na de bevrijding, van mei 1945 tot 1 december 1945 was in dit kamp gelegerd het 1e bataljon van 4e Regiment Infanterie (achthonderd man), dat nadien werd uitgezonden naar Java in het kader van de politionele acties.
Thans (anno 2007) resteert alleen nog dit hoofdgebouw en twee gemetselde pilaren van de omheining (ter hoogte van de Bloklaan). Het terrein van het MOC werd grofweg begrensd door de Bloklaan, de Vinkesloot, Huize Bijdorp, en twee boerderijen.

## Geschiedenis Marine opkomstcentrum
Tijdens de Tweede Wereldoorlog diende S.S. Oranje-Nassau in Londen als logement en opkomstcentrum. Na de bevrijding in 1945 was dit schip niet meer beschikbaar zodat tijdelijk werd uitgeweken naar het opleidingskamp van de Royal Navy in Skegness.
Op 1 januari 1946 kreeg de Marine de beschikking over de locatie in Voorschoten en op 17 november 1961 verhuisde de Marine naar Hilversum. Een deel van het gebouwencomplex (de kantine) werd tussen 1962 en 1967 gebruikt als bijeenkomstplaats van de katholieke Voorschotense Moeder Godsparochie. In 1978 werd de naam veranderd in Marine Keurings- en Selectiecentrum. Dit is in 1983 naar Amsterdam verhuisd.

## Trivia
- Voorschoten is de enige Nederlandse gemeente met een 'Koninklijke Marinelaan'.